# Havfolkene
Havfolkene er betegnelsen for et forbund af søfarende folk, som angreb østenden af Middelhavet, invaderede Cypern, Hatti og Levanten og forsøgte at erobre dele af det egyptiske rige i slutningen af det nittende dynasti og begyndelsen af det tyvende dynasti, især i Ramses 3.s ottende regeringsår.
Havfolkenes identitet og oprindelse er blevet et historisk mysterium, da moderne historikere kun har få og spredte kilder og arkæologiske fund fra gamle civilisationer at gå ud fra. Mysteriet forsætter med at interessere historikere, da de kilder der findes, antyder at havfolkene igennem plyndringer eller direkte krigsførelse, har været medansvarlige for flere store rigers undergang i tiden omkring 1175 f.v.t, her i blandt de hittitiske, mykenske og mittaniske riger.
Betegnelsen "havfolkene" bruges ikke i samtidens optegnelser, men er opstået i det 19. århundrede.
| Historie | Spire Denne historieartikel er en spire som bør udbygges. Du er velkommen til at hjælpe Wikipedia ved at udvide den. |

- Wikimedia Commons har flere filer relateret til Havfolkene